# Merostachys skvortzovii
Merostachys skvortzovii är en gräsart som beskrevs av Tatiana Sendulsky. Merostachys skvortzovii ingår i släktet Merostachys och familjen gräs. Inga underarter finns listade i Catalogue of Life.